# Goriški Vrh
Goriški Vrh – wieś w Słowenii, w gminie Dravograd. W 2018 roku liczyła 241 mieszkańców.